# Annaberg-Buchholz
Annaberg-Buchholz és una vila de l'Estat Lliure de Saxònia, a les Muntanyes Metal·líferes d'Alemanya. És la capital del districte d'Erzgebirgskreis. Té uns 20.500 habitants.
La vila es troba a832 m d'altitud a la vora del Pöhlberg. Compta amb tres esglésies protestants, entre elles la de Santa Anna (construïda entre 1499-1525, la més ran de Saxònia) i una església catòlica. Hi ha diversos monuments, enre ells al reformador Martí Luter, al matemàtic Adam Ries, i a Barbara Uthmann. Annaberg és coneguda pel seu centre històric i la seva Plaça del Mercat el qual mostra l'escut de la família Apian-Bennewitz.
Annaberg, junt amb el seu suburbi, Buchholz, és centre de la indústria establerta per Barbara Uthmann el 1561 i desenvolupada refugiats belgues des de 1590. També va ser important la indústria minera de a plata.
El 1945 les viles d'Annaberg i Buchholz es fusionaren per formar la nova vila d'Annaberg-Buchholz.

## Història
Les boscoses Muntanyes Metàl·liques havien estat poblades pels grangers francs als segles 12 i 13. La primera menció de Frohnau, Geyersdorf i Kleinrückerswalde, que actualment formen part d'Annaberg-Buchholz és del 1397.
Actualment la zona és visitada per turistes i esquiadors.

### Museus
- Museu d'Adam Ries a Rechenschule
- Museu de les Muntanyes Metàl·liques i visita de la mina Im Gößner
- Manufaktur der Träume
- Markus-Röhling-Stolln visita de la mina a Frohnau
- Dorothea-Stolln visita de la mina a Cunersdorf
- Visita del Martinet de Frohnauer

## Galeria

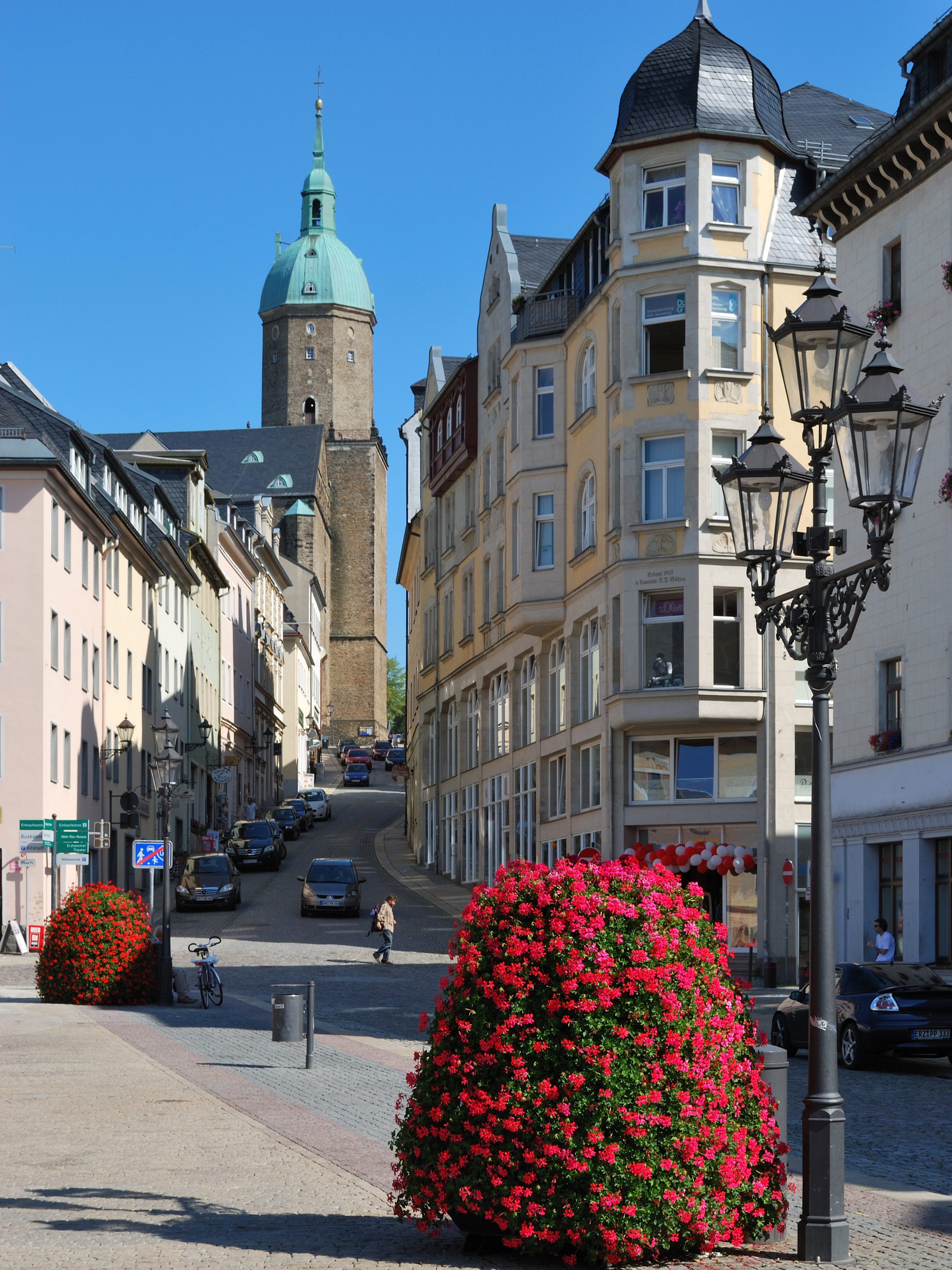
Església de Santa Anna
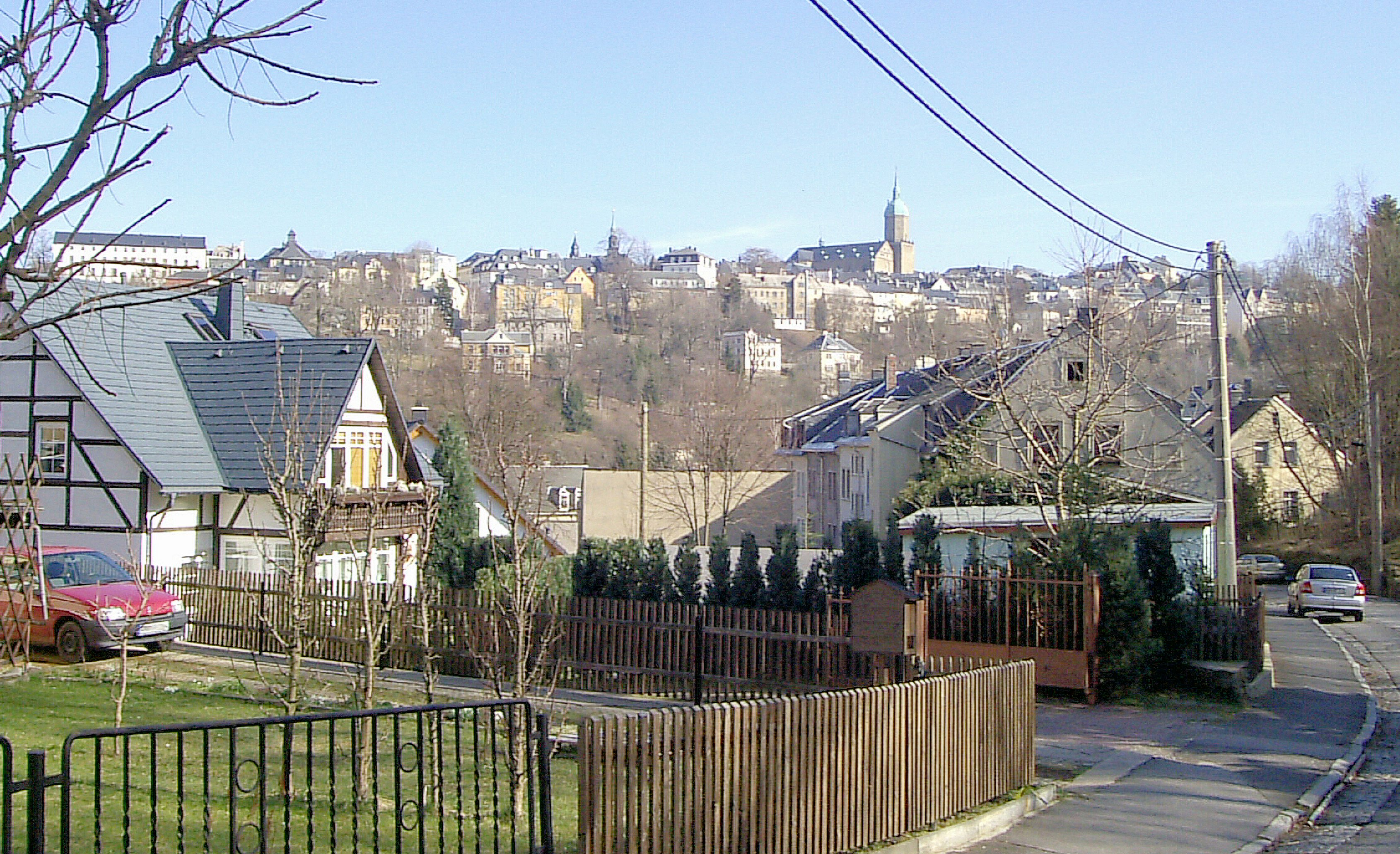
Vista d'Annaberg
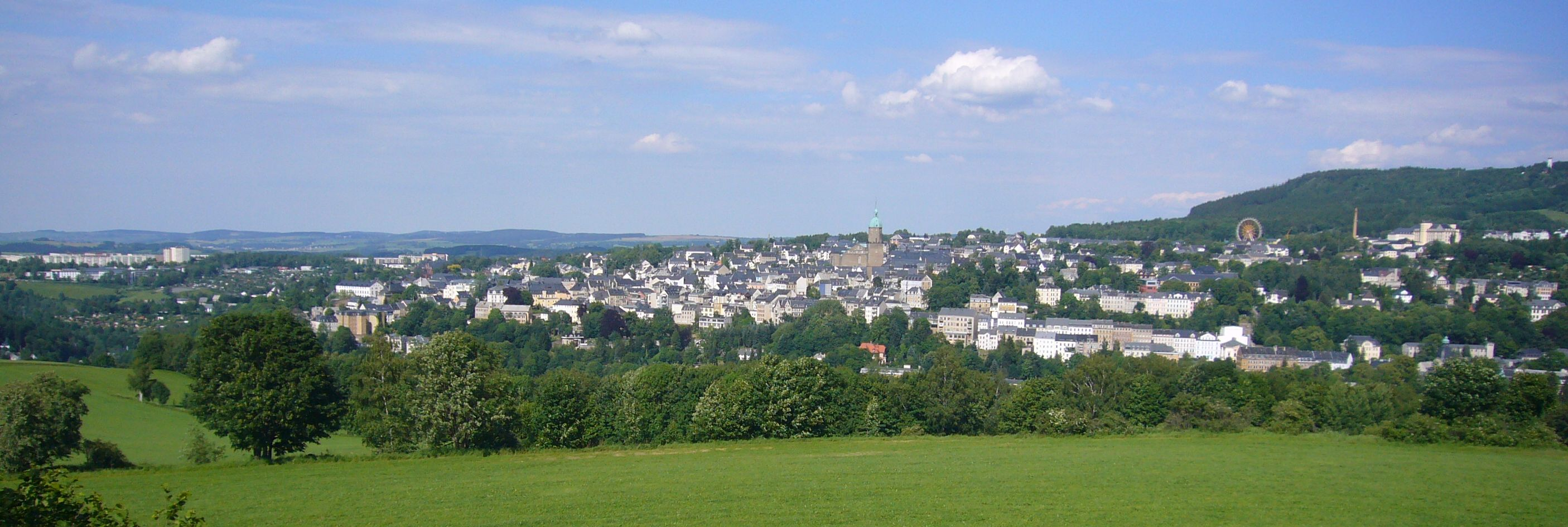
Annaberg des de l'oest